# Лукас Даралас
Лукас Даралас (на гръцки: Λουκάς Νταράλας) е гръцки изпълнител на ребетика през 50-те и началото на 60-те години. Написал е песента "To Vouno" („Планината“), и е издал албума Enas Rembetis. Баща е на певеца и музиканта Йоргос Даларас, който е по-известен.